# Inntal Autobahn

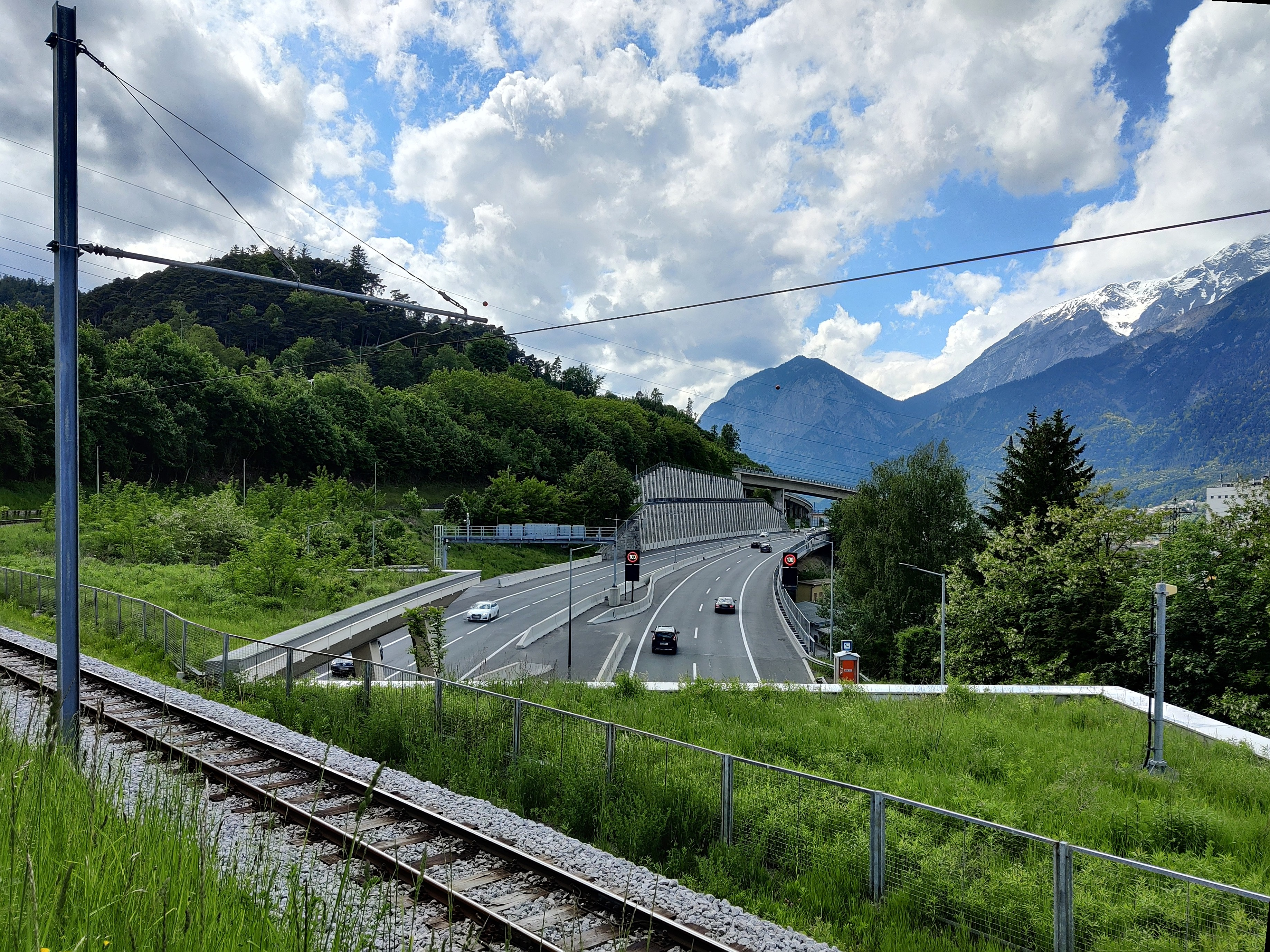
Autostrada A12 a Innsbruck

La A12 o Inntal Autobahn è un'autostrada austriaca. Essa inizia alla frontiera della Baviera a Kufstein in Tirolo (dove da autostrada A93 diventa A12), passando da Innsbruck (dove si allaccia alla A13, che porta in Italia) e arriva a Zams da dove inizia la superstrada S16 verso l'Arlberg e Bludenz. Corre parallela all'Inn e si snoda attraverso la valle dell'Inn. È presente un sistema dinamico di segnalazione della velocità limite per contrastare l'inquinamento atmosferico, chiamato in tedesco "Luftsanierungsgebiet".

## Importanza
Il tratto Kufstein–Innsbruck, insieme alla Brenner Autobahn e alle tedesche A93 e A8, costituisce il principale asse di trasporti da Monaco di Baviera attraverso le Alpi verso Verona e Modena. Inoltre, la A12 collega il Tirolo, attraverso il cosiddetto Angolo Tedesco (Deutsches Eck) con Salisburgo e con la West Autobahn (A1) verso Vienna.
La A12 è stata la prima autostrada austriaca che ha fatto uso dell'intelligent transportation system (Verkehrstelematik). I segnali posti sulla strada indicano agli autisti ogni tipo di informazione: condizioni stradali, traffico, condizioni atmosferiche, oltre ai limiti di velocità.